# Iringabatis
Iringabatis (Batis crypta) är en fågel i familjen flikögon inom ordningen tättingar.

## Utbredning och systematik
Fågeln förekommer i södra Tanzania (norrut till Ukagurubergen) ner till norra Malawi. Tidigare ansågs den vara samma art som skogsbatis (B. mixta) men beskrevs 2006 som ny för vetenskapen.

## Status
IUCN placerar den i hotkategorin livskraftig.

## Namn
Iringa är namnet på en region i södra Tanzania liksom dess största stad.